# Marad
Marad fou una ciutat estat sumèria de Mesopotàmia que correspon a la moderna Tell Wannat es-Sadum o Tell as-Sadoum, Iraq). Estava situada a l'oest de la branca occidental de l'Eufrates superior, a l'oest de Nippur i al nord-oest de Kazallu i a 50 km al sud-est de Kish, a la riba de l'Arahtu.
Fou establerta vers el 2700 aC. Va ser conquerida per Sargon I abans del 2330 aC. Es va revoltar contra Naramsin el 2260 aC sense èxit. El 2224 aC tenia per rei a Lipitili, un fill de Naramsin de Akkad. Després va seguir la història general de les ciutats sumeries. El ziggurat d'E-igi-kalama fou dedicat a Ninurta el deu de la terra i l'agricultura i a la deïtat tutelar Lugalmarada (o Lugal-Amarda) i fou construït pel fill de Naramsin.
El jaciment arqueològic cobreix una àrea d'unes 124 hectàrees. Fou excavada per un equip de la universitat de Qādisiyyah dirigit per Naal Hannoon, el 1990, i el 2005 i 2007 per un equip de la mateix universitat dirigit per Abbas Al-Hussainy. la publicació de les dues darrers campanyes està en curs.